# ریوآن کیگو
ریوآن کیگو ((به ژاپنی: 了庵桂悟 Ryōan Keigo); ۱ ژانویهٔ ۱۴۲۵ – تاریخ ورودی نامعتبر است) راهب و دیپلمات در دوره موروماچی بود.